# Al-Salam FC Wau
L'Al-Salam FC Wau és un club sud-sudanès de futbol de la ciutat de Wau.
Fou en guanyador de la primera lliga sud-sudanesa, la temporada 2011–12, i fou el primer club del país en participar en una competició africana. L'any 2017 guanyà el doblet (lliga i copa).

## Palmarès
- Campionat de Sudan del Sud de futbol[5]
  - 2012, 2017

- Copa de Sudan del Sud de futbol[5]
  - 2016, 2017